# Salagnon
Salagnon é uma comuna francesa na região administrativa de Auvérnia-Ródano-Alpes, no departamento de Isère. Estende-se por uma área de 8,21 km². Em 2010 a comuna tinha 1 474 habitantes (densidade: 179,5 hab./km²).